# Sarritor
Dans la mythologie romaine, Sarritor (du latin «sarrio», sarcler) était le dieu du sarclage et du désherbage.
Cette divinité mineure est une des nombreuses divinités agricoles associées à Cérès et invoquées dans les indigitamenta, recueil d'invocations rituelles conservés par les pontifes, connu seulement par des citations éparses. Ces rituels devaient être célébrés par un flamine mineur, le flamen cerialis. Chaque action humaine était décomposée en une suite d'actions élémentaires, avec pour chacune un esprit spécialisé que l'on invoquait. 
Sarritor apparaît dans la liste des douze agents des indigitamenta énumérés par Fabius Pictor, tandis que Varron le nomme par une forme verbale sarrire. Le flamine l'invoquait après avoir offert un sacrifice à Tellus, la Terre Mère, et à Cérès, entre l'invocation d’Occator (le hersage) et celle de Subruncinator (le binage).